# Chorągiew husarska litewska Wincentego Korwina Gosiewskiego

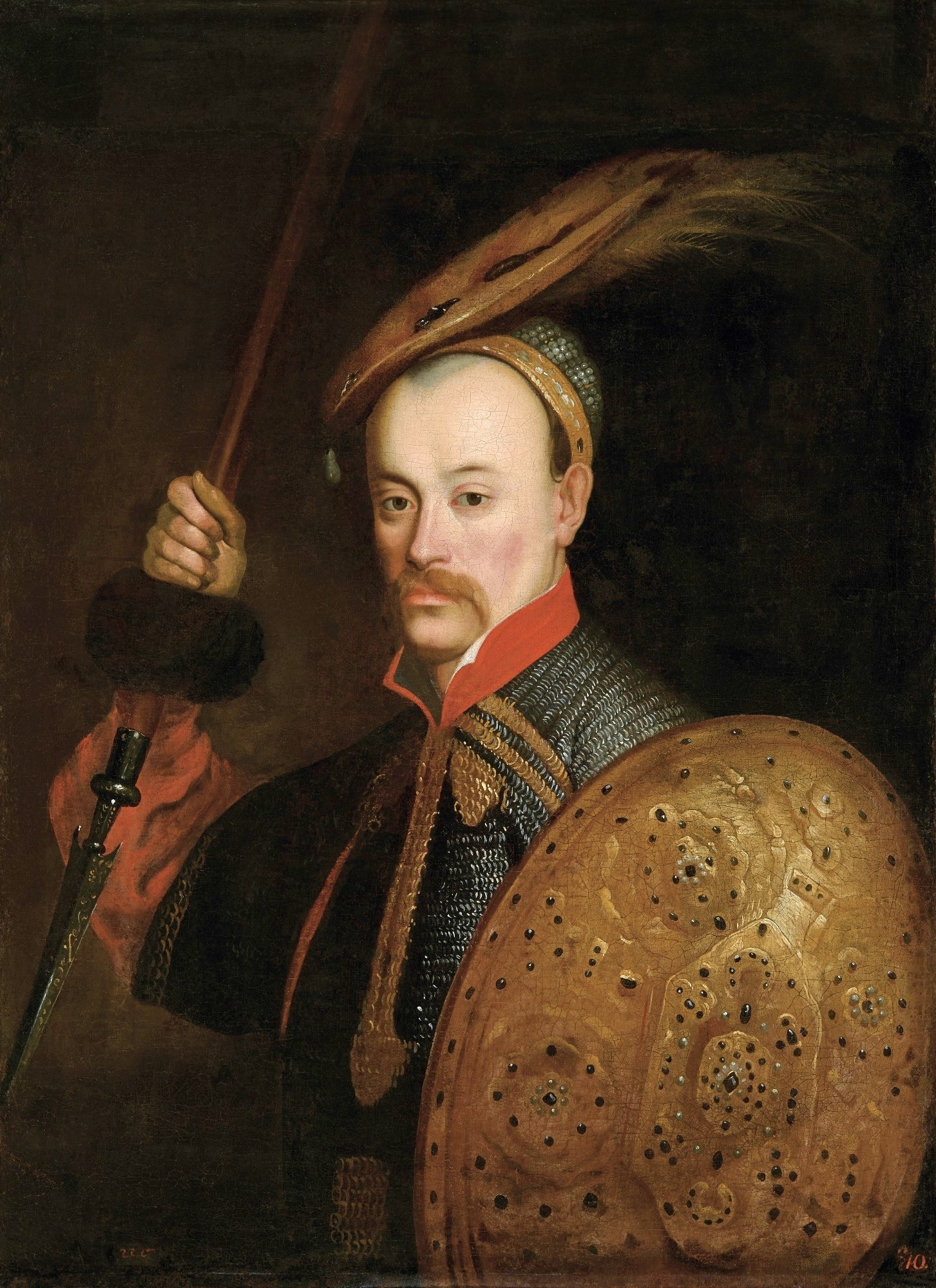
Wincenty Aleksander Gosiewski

Chorągiew husarska litewska Wincentego Korwina Gosiewskiego – chorągiew husarska litewska połowy XVII wieku, okresu wojen ze Szwedami.
Szefem tej chorągwi był hetman polny litewski Wincenty Aleksander Gosiewski herbu Ślepowron, natomiast porucznikiem stolnik wileński Kazimierz Chwalibóg Żeromski.
Chorągiew nie wzięła bezpośredniego udziału w bitwie pod Warszawą pod koniec lipca 1656, gdyż została wówczas skierowana w rejon Pułtuska.